# 垦利专区
垦利专区，山东省已撤销的专区。
1944年1月，冀鲁边区和清河区组成渤海行政区，共有六个专区。1949年6月，四专署更名为垦利专署，垦利专区由此成立。辖区在今山东省北部、辖阳信、惠民、利津、海滨、无棣、滨县、垦利、沾化、蒲台等县。专员公署驻阳信县、1950年改名惠民专区，专署迁驻惠民县。